# Faenza
Faenza ist eine Stadt mit 58.843 Einwohnern (Stand 31. Dezember 2023) in der Provinz Ravenna in der norditalienischen Region Emilia-Romagna.

## Lage und Daten
Die im Zentrum der Region zwischen Imola und Forlì am Lamone liegende Stadt ist landwirtschaftlich (Weinbau und Obstanbau) geprägt. In römischer Zeit trug die Stadt den Namen Faventia.

## Geschichte
Faenza ist eine Stadt römischen Ursprungs, die schon in der Renaissance bekannt war durch die kunstvolle Herstellung von Keramikwaren (Fayence), die nach ganz Europa exportiert wurden. Der Mythologie zufolge war der Name der ersten Siedlung „Faoentia“ (etruskische und keltische Wurzeln), das heißt auf Latein Splendeo inter deos oder zu deutsch: „Ich glänze unter den Göttern“. Schon der von den Römern verwendete Name Faventia ist zum Synonym für Keramik (Majolika) in verschiedenen Sprachen geworden, darunter französisch (faïence) und englisch (faience).
Hier besiegte Quintus Caecilius Metellus Pius die Popularen-Armee von Gnaeus Carbo Papirius im Jahr 82 v. Chr.
Ab der zweiten Hälfte des ersten Jahrhunderts n. Chr. erblühte die Stadt im Zuge ihrer landwirtschaftlichen Produktion und ihrer Entwicklung und Herstellung von Gebrauchskeramik, Ziegeln und Textilien aus Leinen.
Hier besiegte Totila mit einer ostgotischen Armee die Truppen des byzantinischen Reichs von Justinian I. in der Schlacht von Faventia im Jahr 542 n. Chr.
Eine Phase des Niedergangs begann im zweiten Jahrhundert n. Chr. und dauerte bis ins frühe Mittelalter. Die Stadt kam ab dem 8. Jahrhundert wiederum zu Wohlstand. Im frühen Mittelalter war sie von Bischöfen dominiert. Danach wurde sie eine freie Gemeinde, und es begann eine lange Periode des Reichtums und einer regen Bautätigkeit, die ihren Höhepunkt unter der Herrschaft der Familie Manfredi erreichte. Erste Konsuln wurden im Jahr 1141 gewählt. Ab 1155 führte ein Podestà (Administrator, Bürgermeister) die Regierung der Stadt. In den Kriegen zwischen den Ghibellinen und Guelfen, die in den folgenden Jahren begannen, war Faenza anfangs loyal zum Kaiser; dies wurde auch durch den Besuch von Friedrich Barbarossa, der hier einige Zeit Hof hielt, bestätigt. Die Chroniken berichten, dass im Januar 1164 zu Ehren Barbarossas eine Quintana (Reiterspiele) abgehalten wurde.
Im Jahr 1178 wechselte Faenza die Seite und trat in den Lombardenbund ein. Durch innere Streitigkeiten konnte Maghinardo Pagano die Macht übernehmen, der für mehrere Jahre Bürgermeister und Capitano del Popolo blieb.
Die Manfredi waren ein Adelsgeschlecht germanischen Ursprungs, das von 1313 bis 1501 die Herrschaft über die Stadt Faenza ausübte. Die Manfredi hatten mit Alberico di Guido Manfredi († 1145) bereits im 12. Jahrhundert einen der führenden Vertreter der papsttreuen Guelfen gestellt und blieben dieser Tradition treu. Francesco I. Manfredi gelang es, im Jahre 1313 durch Volkswahl mit dem Titel „Capitano del Popolo“ mit demokratischen Mitteln an die Macht zu kommen. Die Abhängigkeit vom schwankenden Wohlwollen der Bevölkerung erschien ihm jedoch als keine stabile Grundlage einer dauerhaften Herrschaft, weshalb er sich dort – ohne jede päpstliche oder kaiserliche Ermächtigung – 1319 zum „Signore Sovrano“ (d. h., zum unmittelbaren, nur dem Papst unterstehenden Herren, der keiner Wahl mehr bedarf) in Faenza und Imola ausrufen ließ. Francesco I. Manfredi begründete damit die Herrschaft seiner Familie über die Stadt Faenza, die mit Unterbrechungen bis 1503 dauerte. Auf Francesco I. Manfredi folgten zehn Mitglieder seiner Familie, die zunächst noch als angemaßte Herren von Faenza, später jedoch legal als päpstliche Vikare regierten, mit gelegentlichen Unterbrechungen. Der Höhepunkt der Pracht wurde in der zweiten Hälfte des 14. Jahrhunderts unter Carlo II. Manfredi erreicht, als die Innenstadt erneuert wurde. Im Jahre 1488 wurde Galeotto Manfredi von seiner Frau ermordet. Sein Sohn Astorre III folgte ihm, der aber bald darauf in Rom als Gefangener von Cesare Borgia getötet wurde, der Faenza 1501 besetzt hatte. Dessen Vater, Papst Alexander VI. (Rodrigo Borgia) (1492–1503), hatte 1499 alle Stadtherren der Romagna ihrer Rechte für verlustig erklärt und seinen Sohn zum Herrn über diese Gebiete ernannt.
Nach dem Untergang der Borgia war Faenza von Ende 1503 bis 1509 Raub der vordringenden Republik Venedig, die den Rückkehrversuch der Manfredi abwehrte und die Stadt besetzte. Geschlagen im Krieg der Liga von Cambrai, hatten die Venezianer Faenza jedoch der Kirche zu restituieren. In der Folgezeit bis 1797 war die Stadt der direkten Herrschaft der Kirche unterstellt.
Die heutige Stadt hatte eine lange historische Entwicklung und wurde im Laufe der Jahre durch architektonische Einflüsse der Renaissance und des Klassizismus gebildet. Schon in der Renaissance wurde Faenza für die auch heute noch hergestellten Keramiken (Fayencen) bekannt, die hier Maiolica (abgeleitet von Mallorca) heißen.

## Sehenswürdigkeiten
Faenza bietet zahlreiche Sehenswürdigkeiten wie den Palazzo del Podestà sowie das mittelalterliche Rathaus, teilweise als Backsteinbauten ausgeführt. Große Teile des Ortskerns wurden in den Jahren vor 2006 aufwändig restauriert.
Der zentrale Platz im Ortskern ist flankiert von zwei Arkadengängen, wovon einer an den einzeln stehenden Glockenturm (Campanile) mit frei hängendem Läutwerk angrenzt. Der Duomo di San Pietro Apostolo, ebenfalls aus Backstein, besitzt keinen Glockenturm, sondern nur ein kleines Geläut an der Rückseite. Im Dom befindet sich das Grab des Kirchenlehrers Petrus Damiani, der 1072 in Faenza starb.

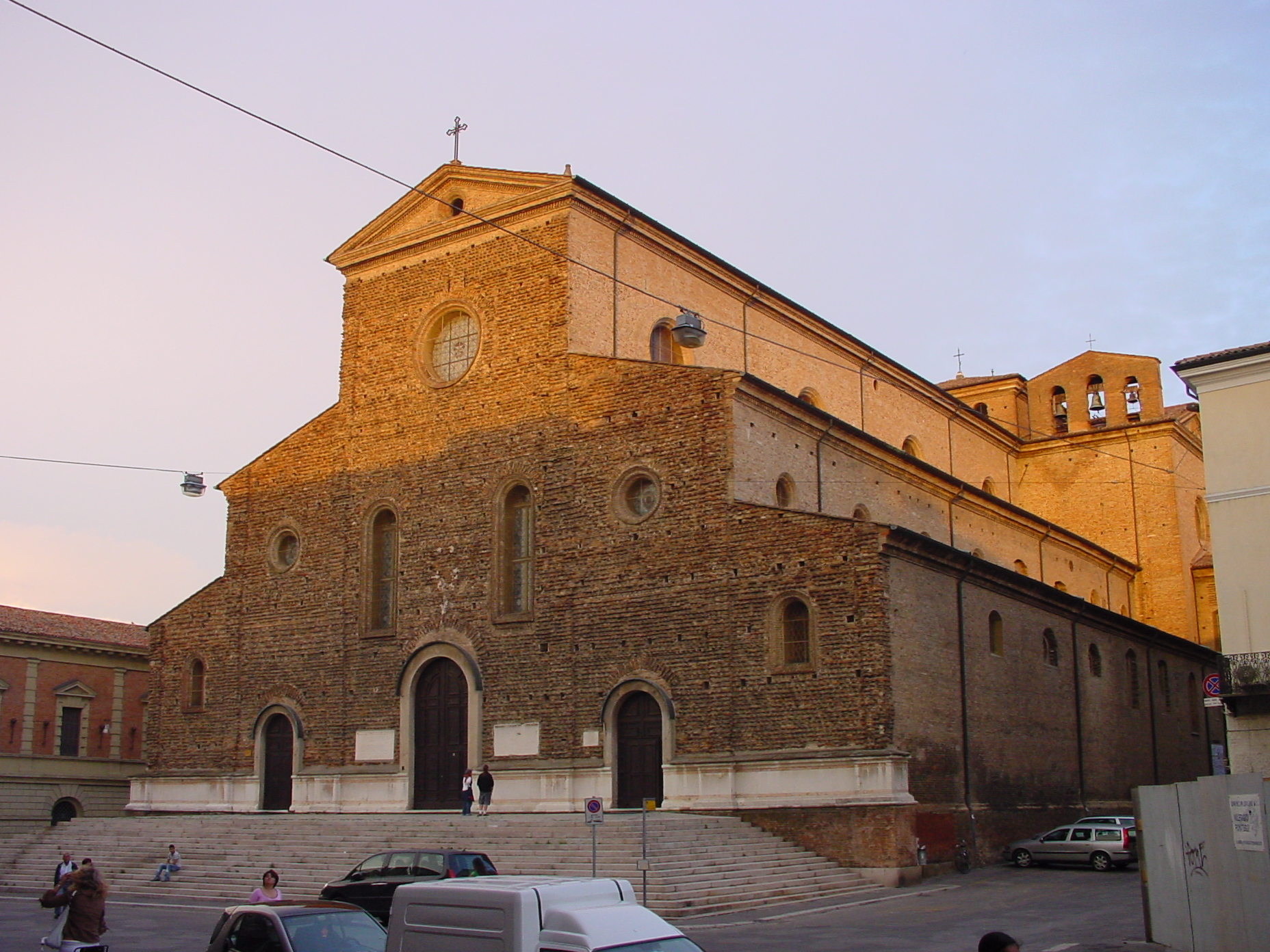
Duomo di San Pietro im Zentrum
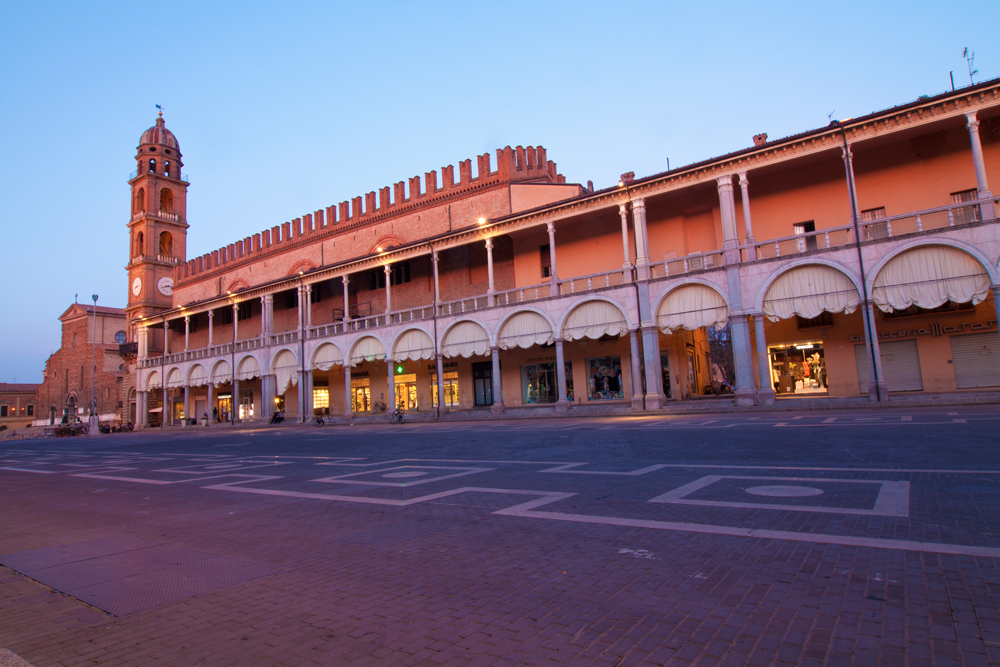
Palazzo del Podestà mit Arkaden
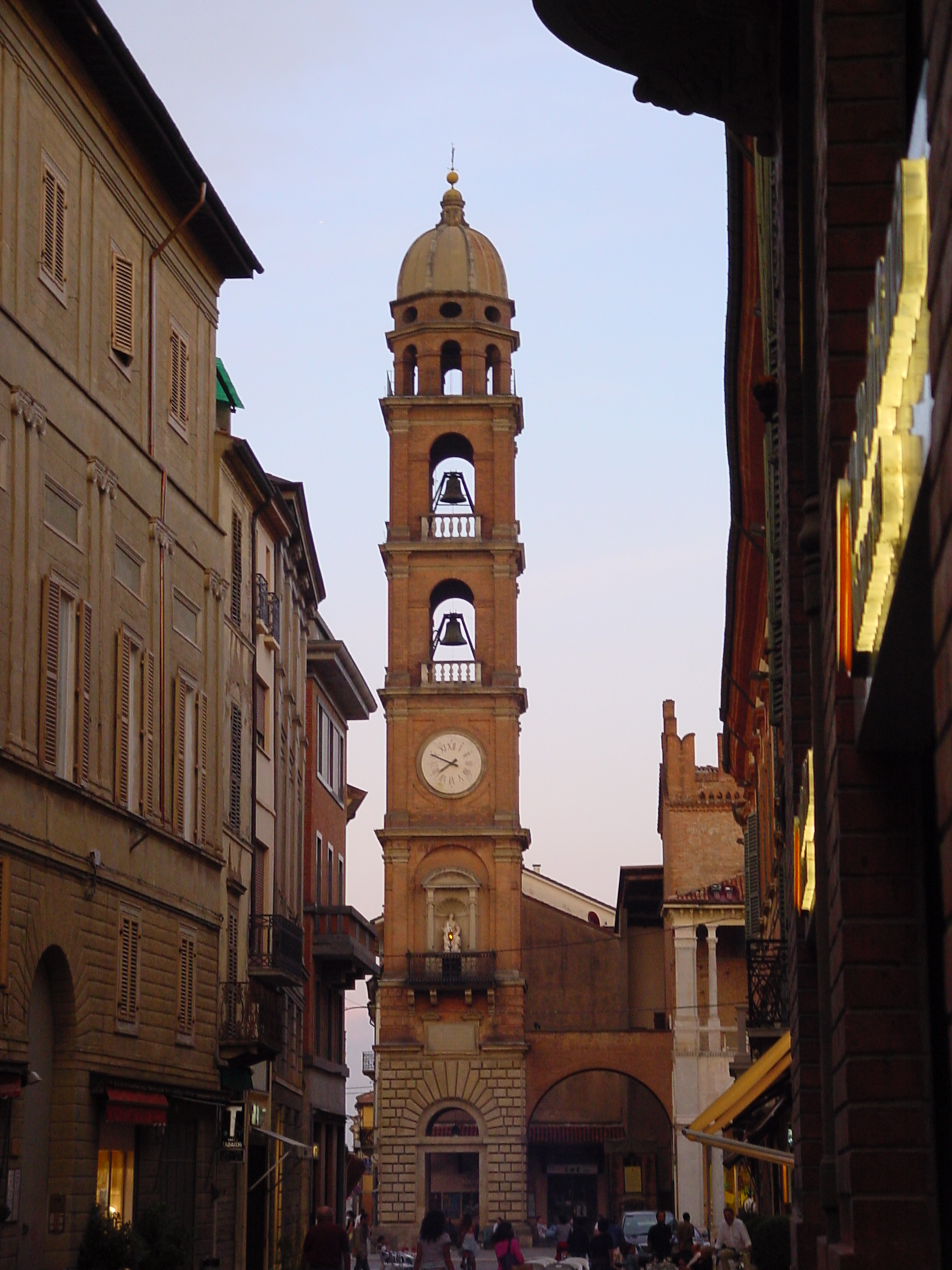
Einzelstehender Glockenturm an den Arkaden
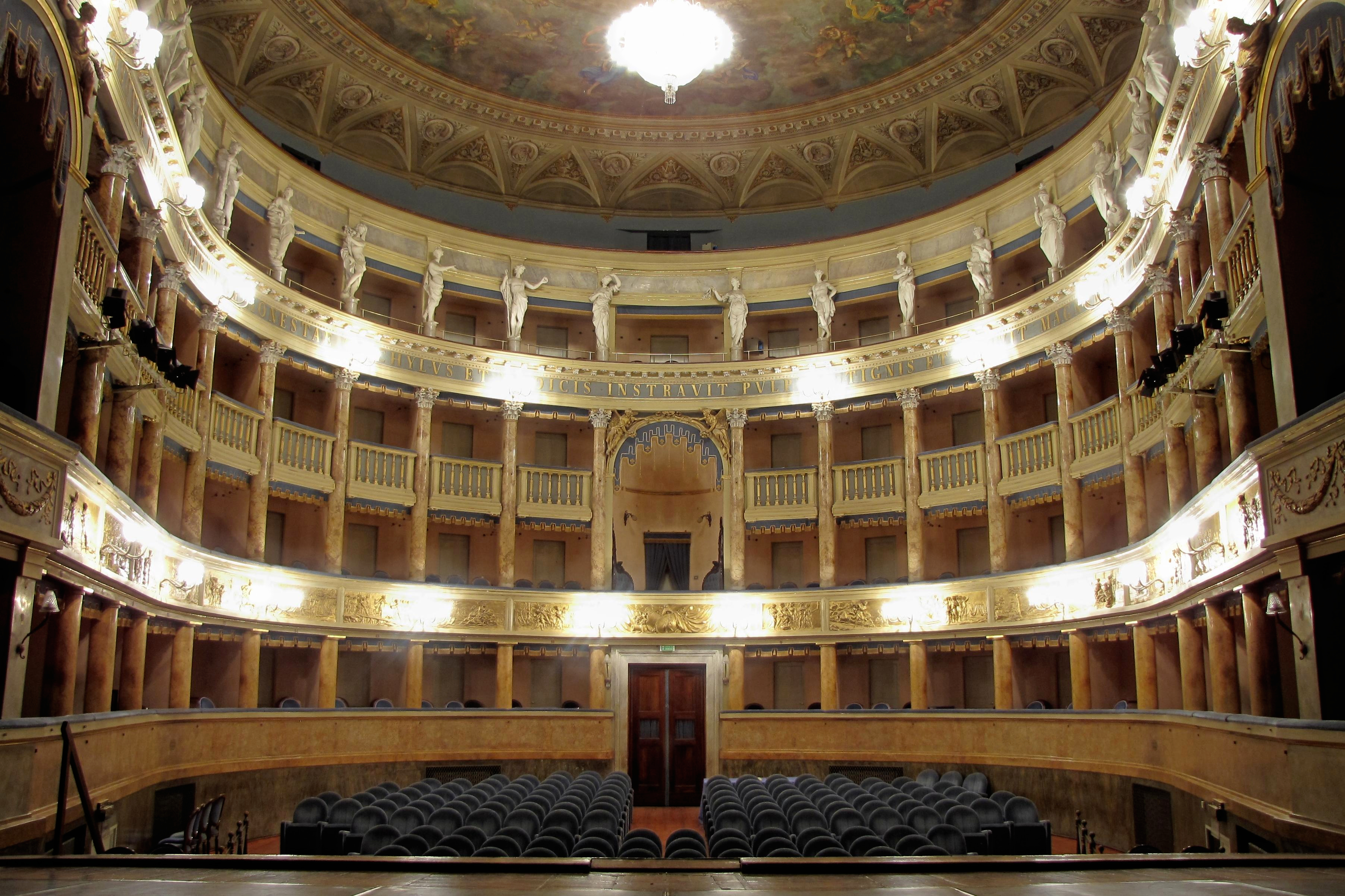
Teatro Masini (von 1788)
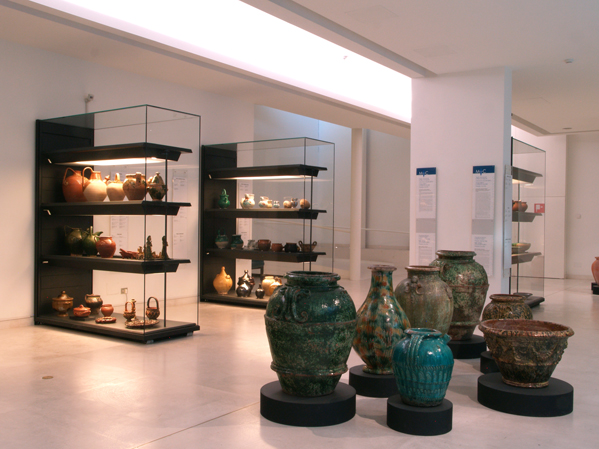
Internationales Keramikmuseum

## Wirtschaft
In Faenza existiert ein Gewerbegebiet, in dem Fahrzeugbetriebe, mechanische Werkstätten sowie Elektronikbetriebe beheimatet sind. Nordöstlich des historischen Stadtkerns befindet sich ein größerer Rangierbahnhof mit angeschlossenem Instandsetzungswerk.
Faenza ist Sitz des Formel-1-Teams Racing Bulls, das 2006 aus dem ebenfalls in Faenza ansässigen Rennstall Minardi hervorgegangen ist.

### Kunsthandwerk
Die historische Produktion von Majolika ist weltweit als einer der höchsten Momente des künstlerischen Schaffens durch Keramik anerkannt. Einige günstige Bedingungen waren für den Erfolg verantwortlich: Ein Gebiet reich an Lehm und eine jahrhundertealte Geschichte der politischen und wirtschaftlichen Beziehungen zur Toskana (insbesondere Florenz) ließen die Kunst und Produktion prosperieren, wie sich etwa an der Geschichte der Familie Bergantini zeigt.
Als Beleg für die Beliebtheit der Majolika aus Faenza über Jahrhunderte hinweg hat am 18. August 2006 Québecs Premierminister Jean Charest bekannt gegeben, dass kanadische Archäologen den genauen Ort der ersten französischen Kolonie Charlesbourg-Royal entdeckt hatten, und zwar mittels eines gefundenen Fragments einer dekorativen Platte, die in Faenza zwischen 1540 und 1550 hergestellt worden war. Sie konnte daher nur einem Mitglied der französischen Aristokratie in der Kolonie gehört haben.
Faenza beherbergt ein Internationales Keramikmuseum. Das Museum zeigt Stücke aus aller Welt und aus allen Epochen, von Klassikamphoren bis zu den Werken von Chagall und Picasso, und es gibt eine reichhaltige Abteilung, die sich der Faenza-Töpferei im goldenen Zeitalter der Renaissance widmet.
Weitere Kunstsammlungen sind in der Städtischen Kunstgalerie, dem Diözesanmuseum und der Bendandi-Manfredi-Bibliothek zu besichtigen.
Typische Fayencenarbeiten aus Faenza:

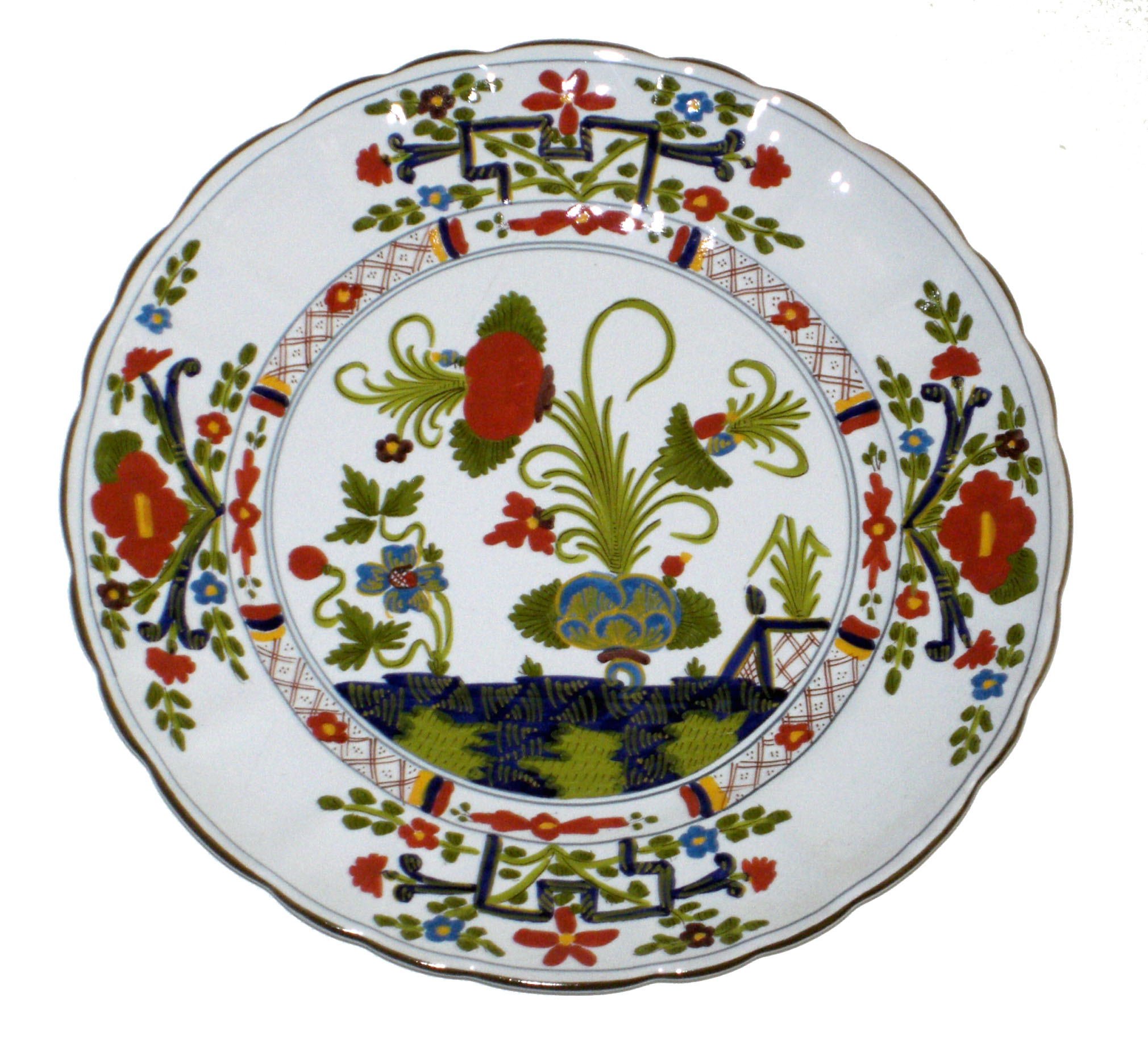
Teller im Dekorationsstil Garofano (Nelke)
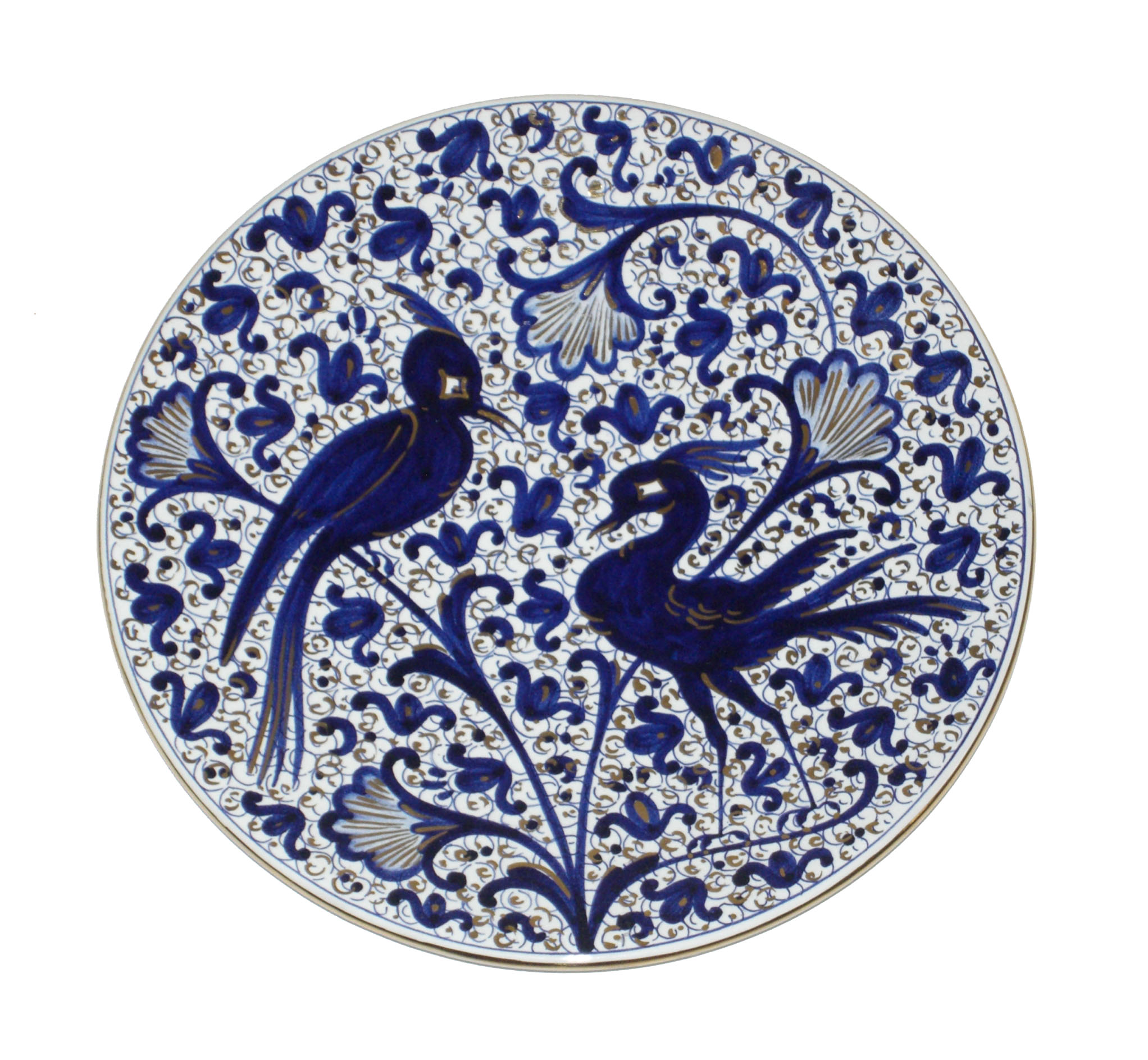
Teller im Dekorationsstil Melograno (Granatapfel)
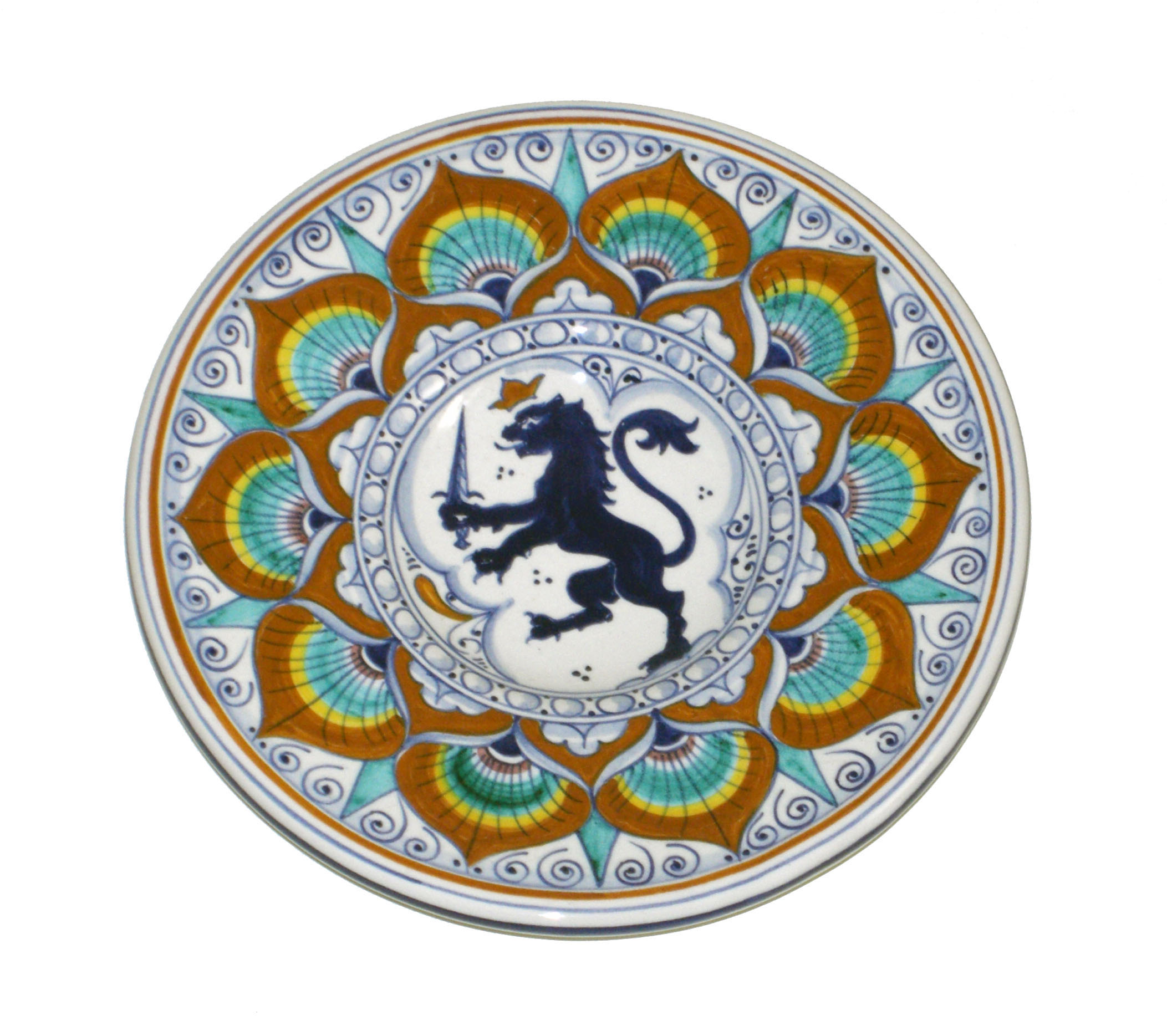
Teller im Dekorationsstil Penne di Pavone (Pfauenfedern)
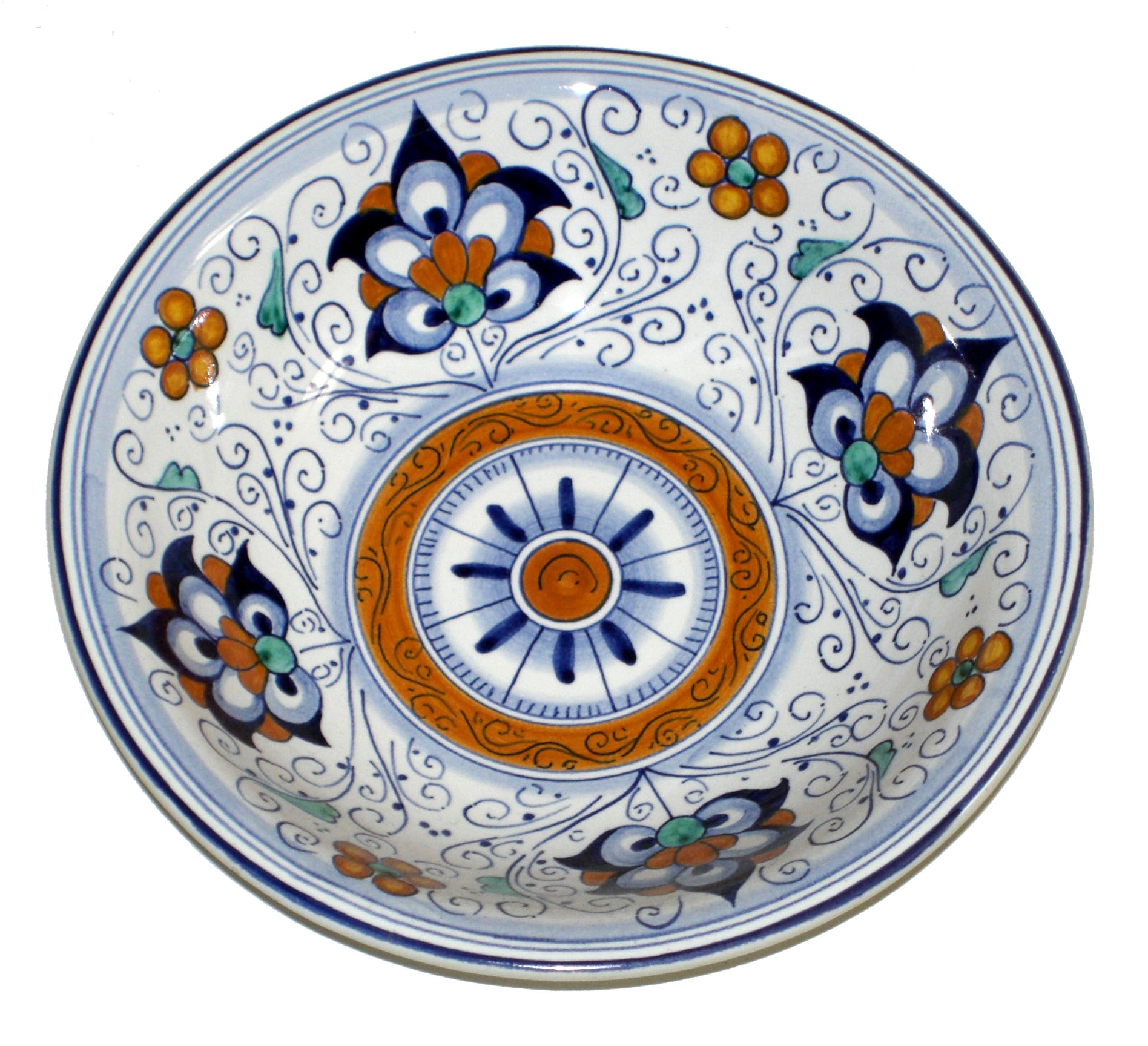
Traditionelle Arbeit

## Veranstaltungen

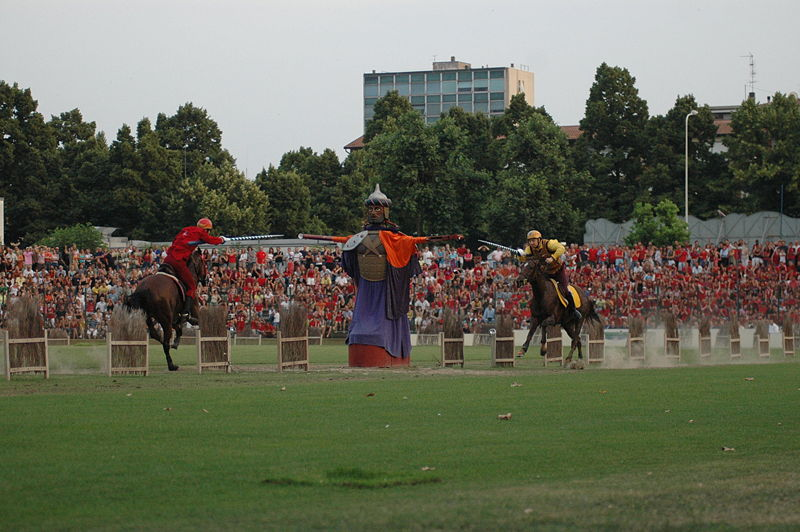
Palio del Niballo

- Biennale Internazionale Della Ceramica D´Arte Contemporanea (Internationale Biennale für zeitgenössische Keramik)
- Palio del Niballo: Reiterspiele, deren Wurzeln bis ins Jahr 1414 zurückreichen. Ihr Sinn bestand darin, Hannibal (Niballo ist eine Verballhornung von Hannibal) zu bekämpfen, der die Stadt einst belagerte. Niballo dient heute als Zielscheibe. Die Spiele finden jedes Jahr am vierten Sonntag im Juni statt. Der farbenprächtige Wettkampf in historischen Kostümen dauert mindestens zwei Stunden und damit ungleich länger als der bekannte Palio di Siena. Reiter aus den fünf Ortsteilen (Rioni) kämpfen darum, wer als Erster die zwei lediglich acht Zentimeter großen Zielscheiben in den Händen einer Hannibalpuppe trifft. Die Veranstaltung findet im kommunalen Stadion „Bruno Neri“ statt und beginnt jeweils um 18 Uhr.[5]
- Nott de Bisò: Glühweinnacht, jeweils am 5. Januar, bei dem man sich ab 19 Uhr auf dem zentralen Platz versammelt und dann eine Puppe, die in den Farben des siegreichen Stadtteils am Palio aus dem Vorjahr gekleidet, ins Feuer geworfen wird.
- 100 km del Passatore: Ultramarathon, der jeweils am letzten Samstag im Mai über 100 km von Florenz nach Faenza führt. Die Schwierigkeit besteht nicht nur in der Distanz, sondern auch in den enormen Höhenunterschieden, die im Apennin zu überwinden sind.[6]

## Partnerstädte
Faenza unterhält folgende neun Städtepartnerschaften
| Stadt                | Land                | seit |
| -------------------- | ------------------- | ---- |
| Bergerac             | Frankreich          | 1998 |
| Gmunden              | Österreich          | 2008 |
| Jingdezhen           | Volksrepublik China | 2013 |
| Marousi              | Griechenland        | 1992 |
| Rijeka               | Kroatien            | 1983 |
| Schwäbisch Gmünd     | Deutschland         | 2001 |
| Talavera de la Reina | Spanien             | 1986 |
| Timișoara            | Rumänien            | 1991 |
| Toki                 | Japan               | 1979 |

## Persönlichkeiten
- Tolosanus († 1226), Chronist von Faenza und Kleriker in Faenza
- Ottaviano da Faenza (um 1270–nach 1323), Maler des Mittelalters
- Astorre II. Manfredi (1412–1468), Herr von Faenza und Imola
- Carlo II. Manfredi (1439–1484), Herr von Faenza
- Galeotto Manfredi (1440–1488), Condottiere und Herr von Faenza
- Domenico Paganelli (1545–1624), Architekt
- Angelus Maria Cittadini (um 1582–1629), Geistlicher
- Evangelista Torricelli (1608–1647), Physiker
- Domenico Zauli (≈1637–1722), Bischof von Veroli
- Giovanni Carlo Boschi (1715–1788), Kardinal
- Giovanni Battista Zauli (1743–1819), römisch-katholischer Geistlicher und Kardinal
- Antonio Gabriele Severoli (1757–1824), Kardinal
- Pietro Tomba (1774–1846), Architekt
- Pasquale Saviotti (1792–1855), Maler und Grafiker
- Antonio Tamburini (1800–1876), Opernsänger
- Romolo Liverani (1809–1872), Maler, Bühnenbildner und Innenausstatter
- Giuseppe Gallignani (1851–1923), Komponist und Musikpädagoge
- Alfonso Archi (1864–1938), Bischof von Como und Erzbischof von Cesena
- Gaetano Ballardini (1878–1953), Archivar Jurist und Kunsthistoriker
- Biagio Budelacci (1888–1973), Weihbischof im suburbikarischen Bistum Frascati
- Bruno Bandini (1889–1969), Bratschist, Dirigent und Musikpädagoge
- Claudia Baccarini (1910–2024), Altersrekordlerin und zeitweise älteste in Italien lebende Person
- Ercole Gallegati (1911–1990), Ringer
- Andrea Gaudenzi (* 1973), Tennisspieler
- Giacomo Neri (1916–2010), Fußballspieler und -trainer
- Vito Ortelli (1921–2017), Radrennfahrer
- Primo Franchini (* 1941), Radrennfahrer
- Antonio Paolo Albonetti (* 1942), Radrennsportler
- Aurelio Samorì (* 1946), Komponist
- Daniela Pirazzini (* 1959), Romanistin
- Fabiano Fontanelli (* 1965), Radrennfahrer
- Raffaella Reggi (* 1965), Tennisspielerin
- Fabio Babini (* 1969), Autorennfahrer
- Massimo Rivola (* 1971), Motorsportfunktionär
- Laura Pausini (* 1974), Sängerin
- Eddy Serri (* 1974), Straßenradrennfahrer
- Eva Sangiorgi (* 1978), Kulturmanagerin und Kuratorin
- Michael Fabbri (* 1983), Fußballschiedsrichter
- Riccardo Chiarini (* 1984), Straßenradrennfahrer
- Filippo Savini (* 1985), Radrennfahrer
- Alberto Contoli (* 1987), Straßenradrennfahrer
- Benedetta Cimatti (* 1989), Schauspielerin
- Federico Gaio (* 1992), Tennisspieler
- Matteo Nannini (* 2003), Automobilrennfahrer